# Musée de la vie paysanne en Haut-Languedoc
Le Musée de la vie paysanne en Haut-Languedoc se trouve dans la commune de Nages (Tarn, France). Il est consacré à la conservation et la transmission du patrimoine rural ainsi que de la culture de la région des Monts de Lacaune.

## Historique - fonctionnement
Le musée est logé dans l'ancienne ferme de Rieumontagné près du lac du Laouzas, et à proximité de la base de loisir. Il a été créé en 1982 sous l'impulsion du Parc naturel régional du Haut-Languedoc, à l'occasion de la visite de M. Michel Crépeau ministre de l'environnement. Il s'est développé progressivement et depuis lors a connu des améliorations successives ininterrompues.
Les murs appartiennent à l'intercommunalité (d'abord le SIVOM du Laouzas, et ensuite la Communauté de communes des Monts de Lacaune, dans laquelle le SIVOM s'est fondu le 1er janvier 2010).
Les collections appartiennent au Centre de recherches du patrimoine de Rieumontagné, qui les enrichit continuellement. Il assure la présentation.
Le personnel est celui de la Communauté de communes, pris en partie en charge par le CRPR.

## Collections
Le musée possède une collection très riche d'objets de la vie des campagnes de la région des Monts de Lacaune.
Sont reconstitués l'intérieur d'une ferme, avec la salle commune et sa grande cheminée, les chambres, la laiterie et la fabrication des fromages, etc.
Les activités d'une ferme : élevage des volailles, des cochons, préparations des charcuteries locales, etc sont présentées.

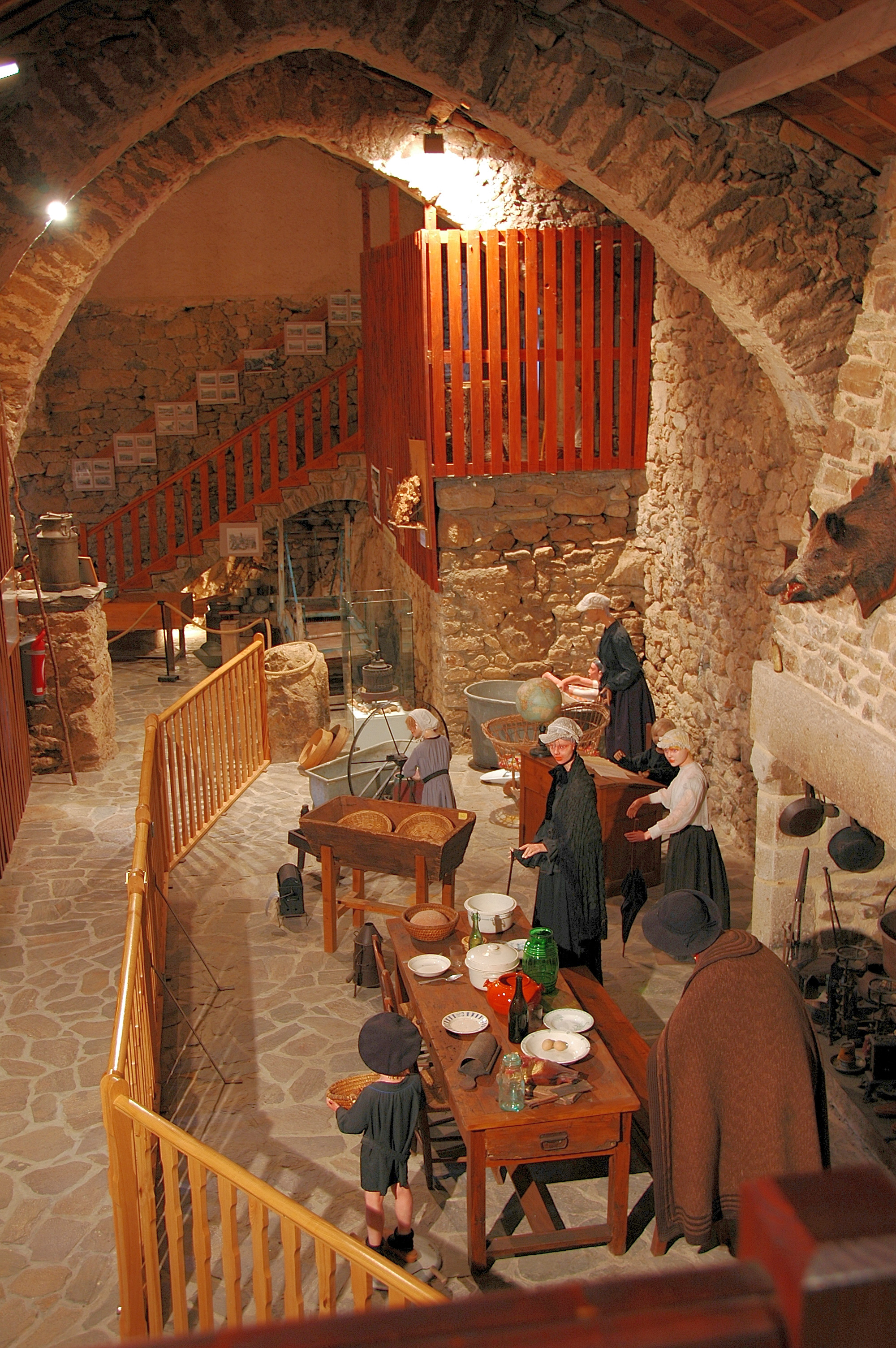
Salle de ferme.

Les principales salles du musée ont pour thème :
- Géologie de la région
- La nature (oiseaux, mammifères, insectes, etc de la région)
- Lieux de vie (salle commune, chambre, etc d'une ferme)
- La brebis (essentiellement de Lacaune, élevée pour la viande et les fromages Roquefort).
- Le cochon, et les outils de la charcuterie.
- Les outils des artisans ruraux (boulanger, forgeron; cordonnier, menuisier, sabotier, charron, fabricant de jougs) sont présentés dans une galerie.
- La halle des machines agricoles présente la collection complète du matériel utilisé avant l'arrivée des tracteurs : araires, charrues, brabants, herses, faucheuses, faneuses, râteleuses, charrettes, lieuses, moissonneuses-lieuses, etc.
- L'école 1950 est reconstituée.
- Le verre.
- La poste.
- Chasse, pêche et braconnage.
- Le barrage du Laouzas.

Quelques moments historiques : 
- Néolithique, avec entre autres la présentation de statues-menhirs
- Voie romaine,
- Moyen Âge, avec la présentation des châteaux de la région : Murat, Boissezon, Canac,
- Chemin de Saint-Jacques,
- Début de la modernité,
- Guerre de 14-18.

La bibliothèque du musée rassemble les livres, les cartes postales anciennes, etc qui traitent du passé de cette région.

## Activités
Le musée est ouvert en été; le reste de l'année il peut être visité sur demande. Il propose des visites guidées.
Le musée est le siège de l'association du Centre de Recherche du Patrimoine de Rieumontagné, qui travaille à la conservation et la transmission du patrimoine de la région. De nombreuses publications, des livres sont le fruit de ce travail collectif.

## Galerie

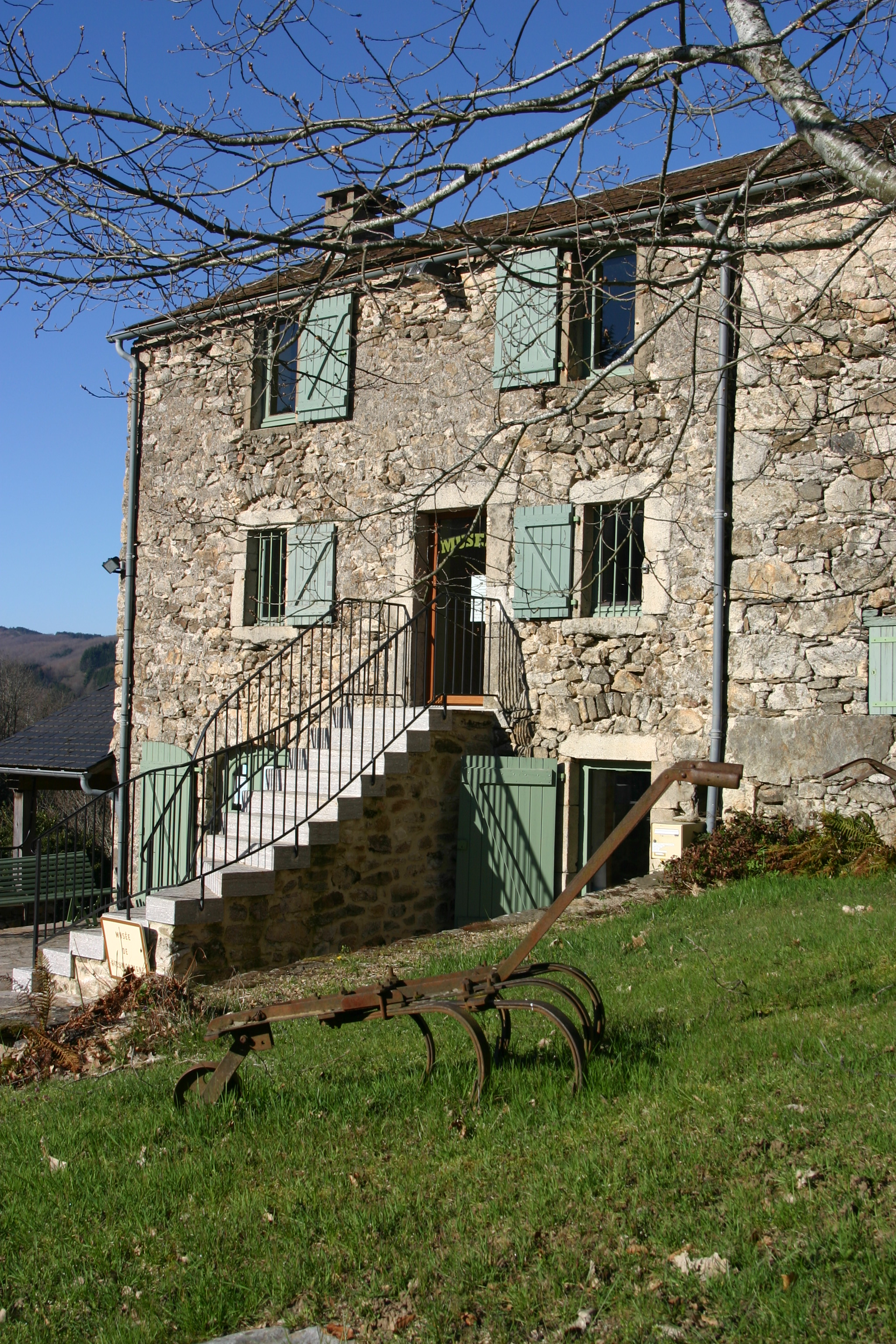
Entrée.
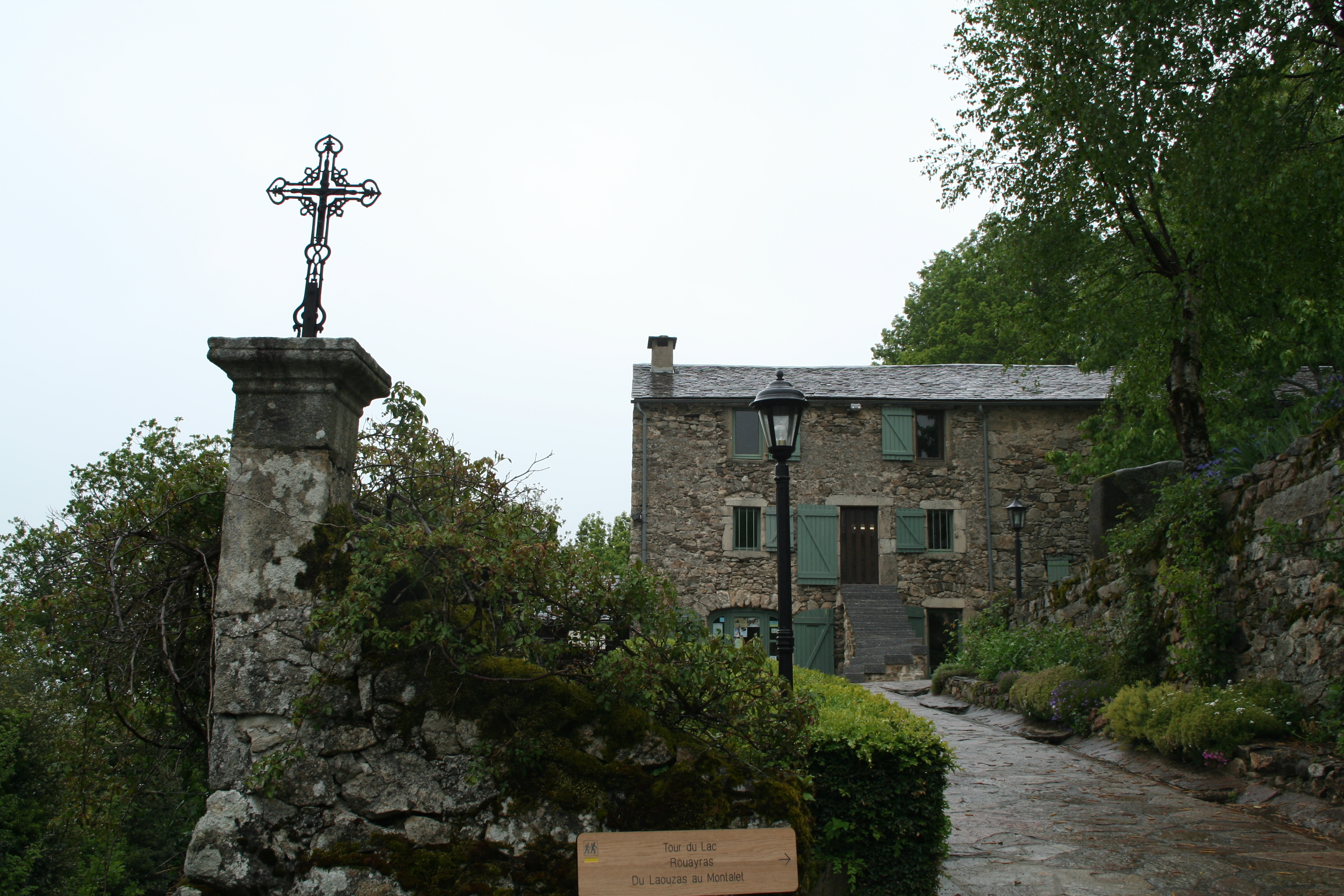
Entrée.
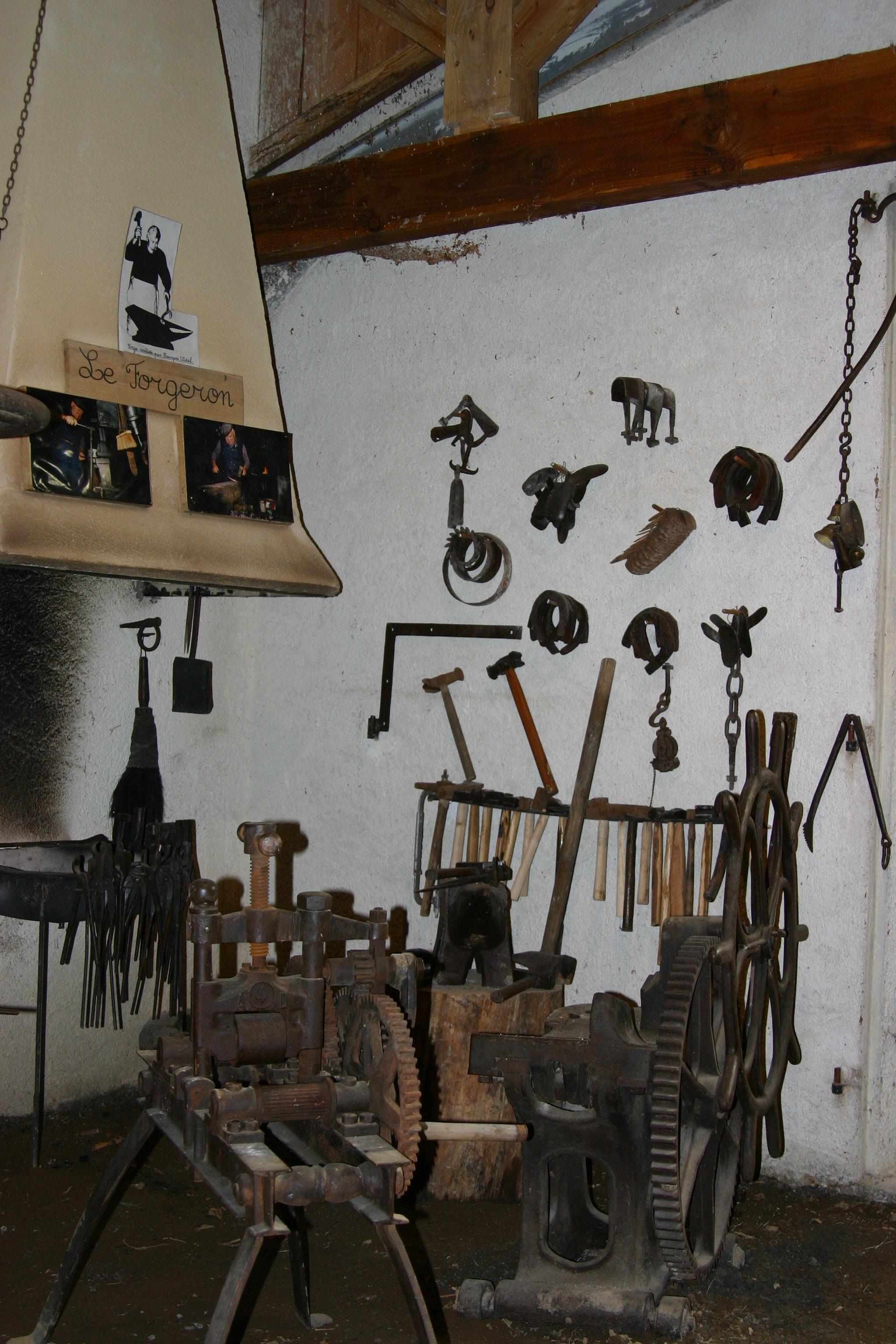
Outils du forgeron.
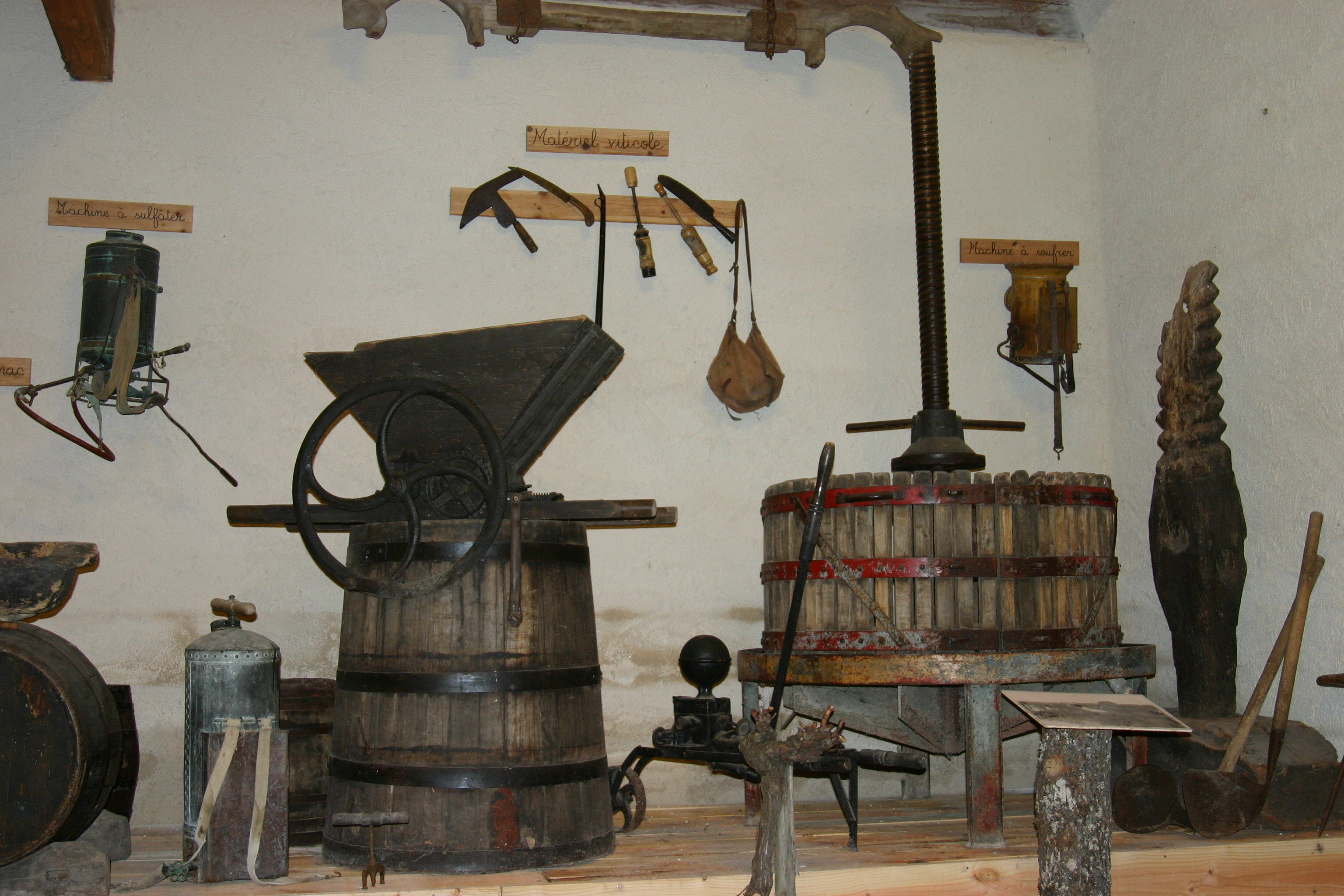
Outils du vigneron.
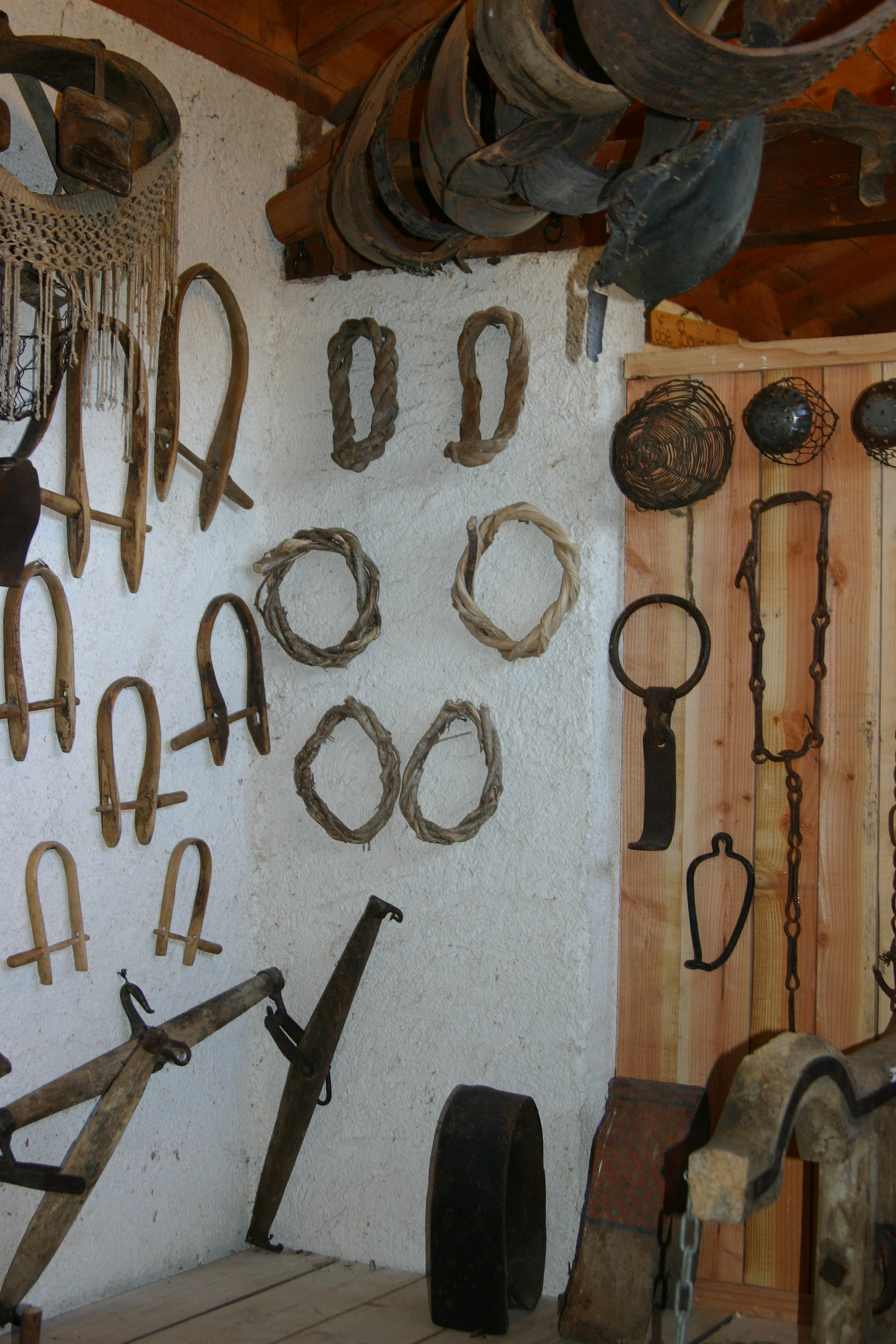
Colliers divers.
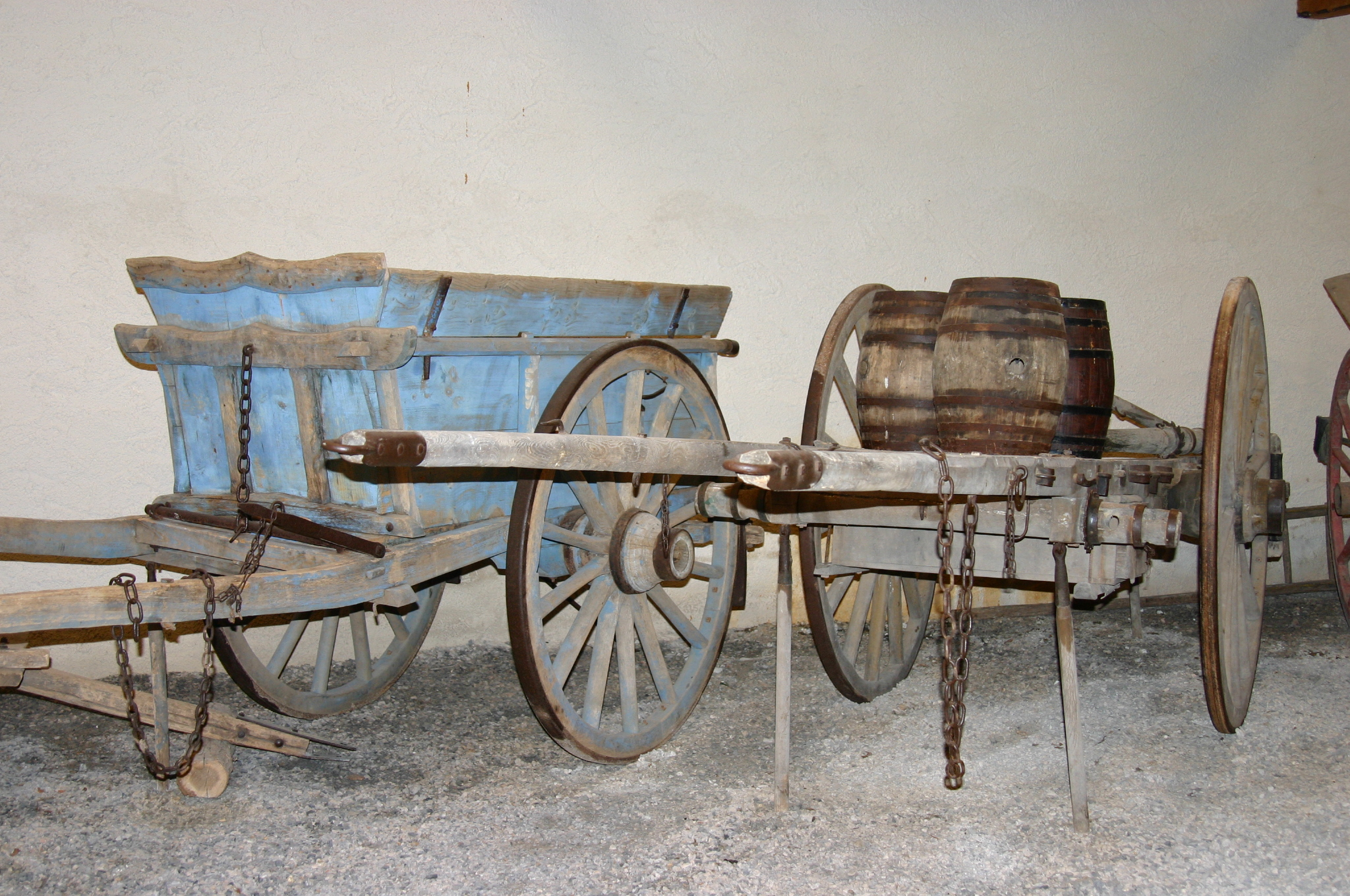
Charrettes.
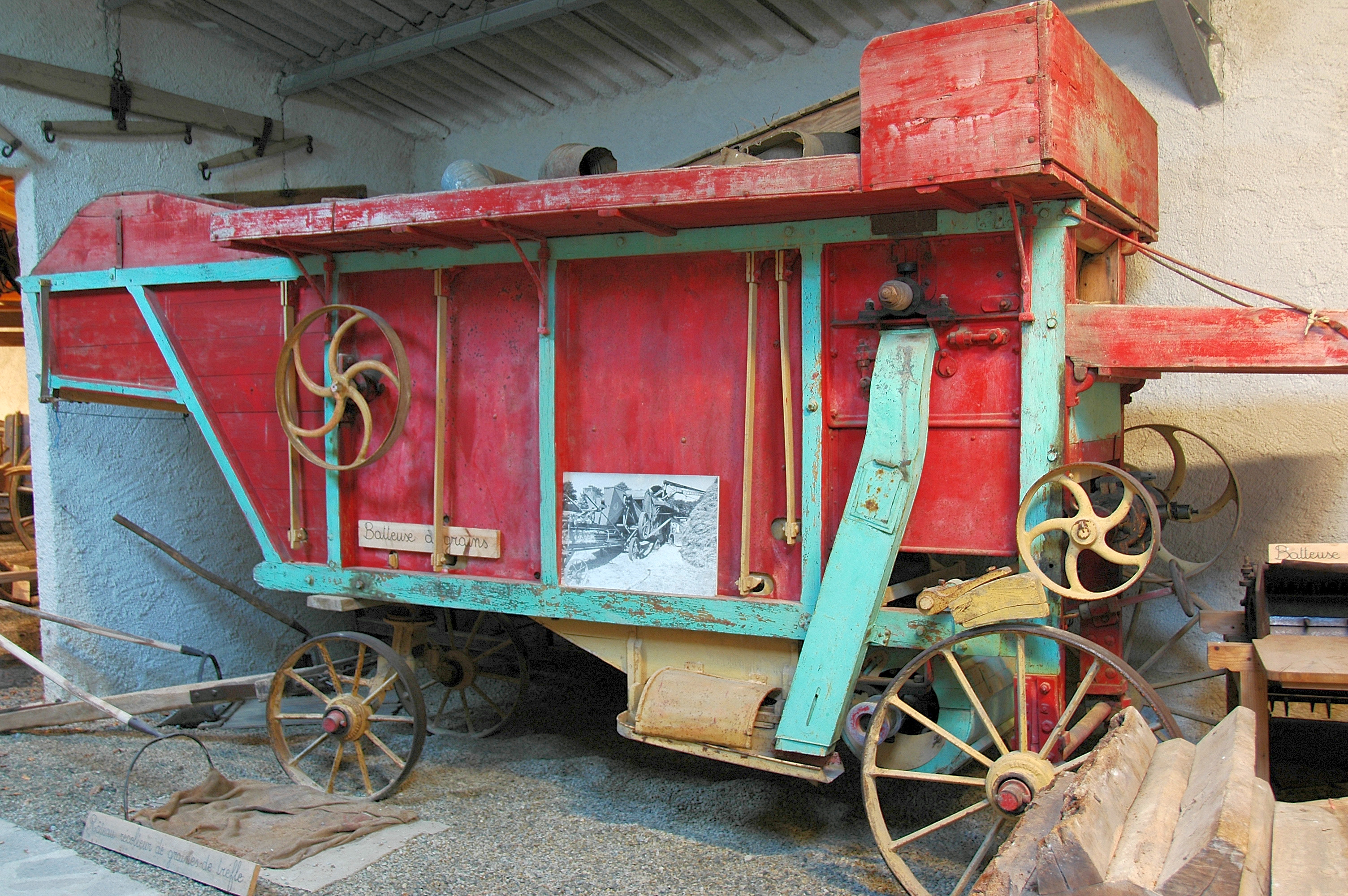
Batteuse.
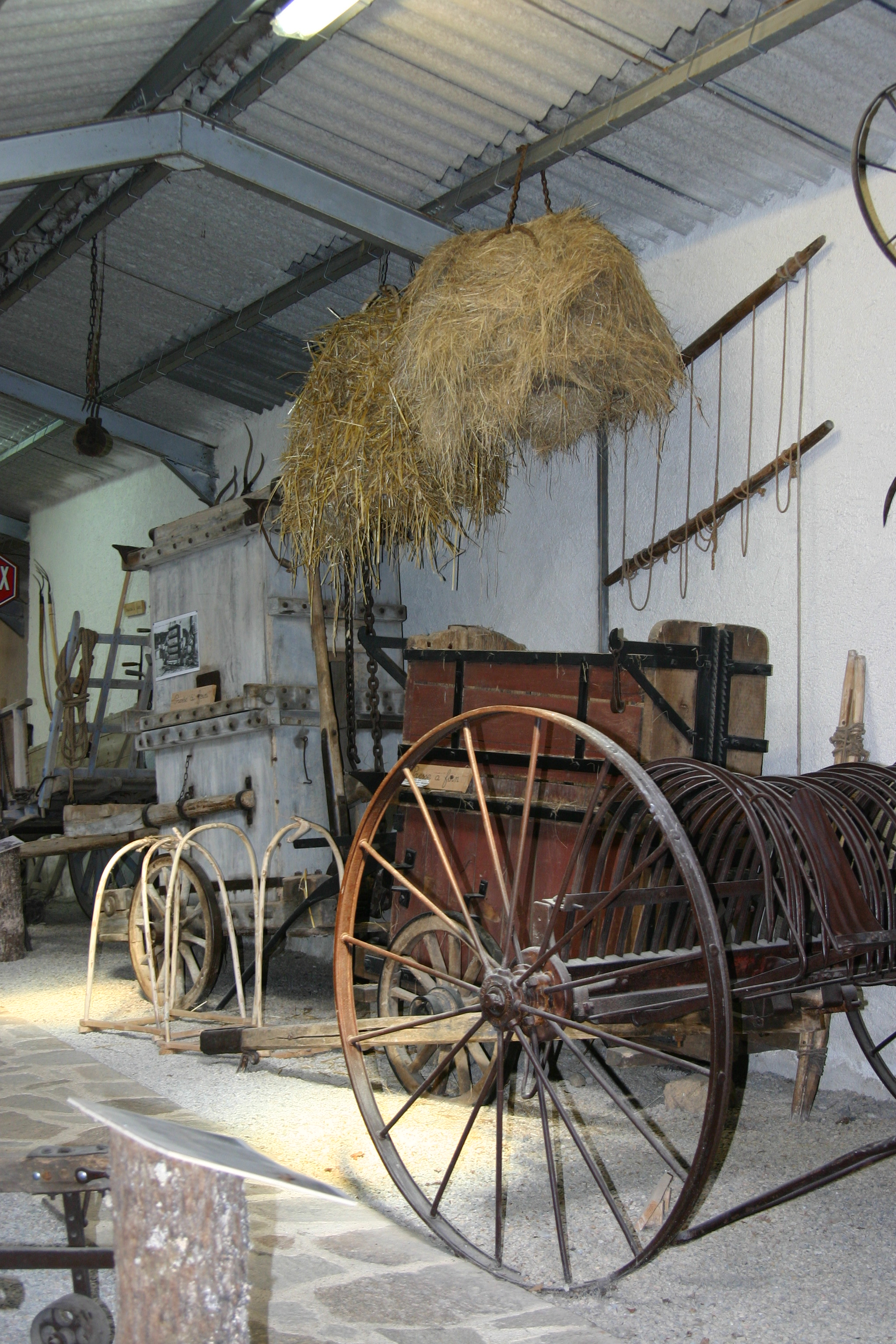
Presse à foin.
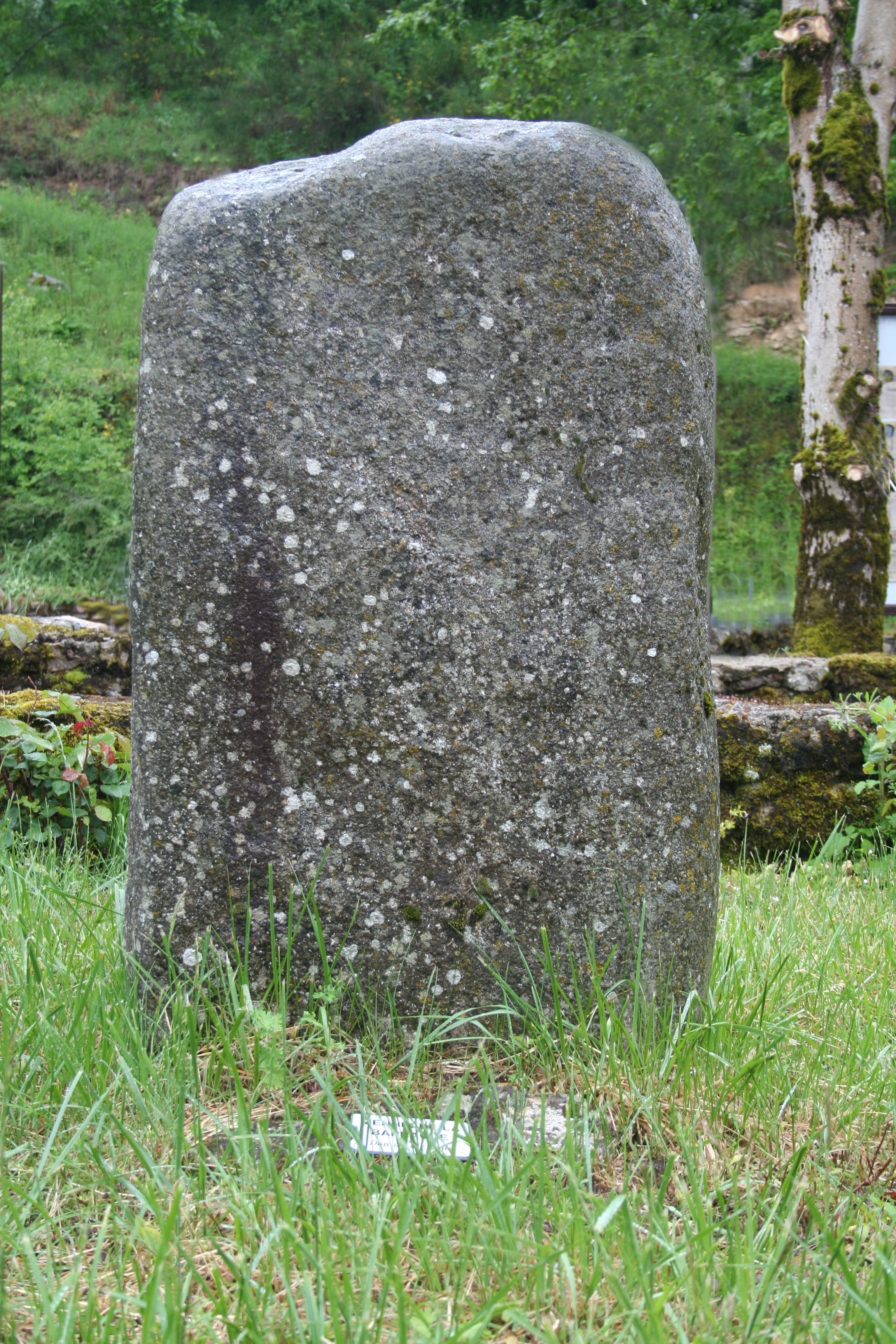
Satue-menhir de la Barraque des Fournials.